# Still Standing
Still Standing ist eine von 20th Century Fox und CBS Productions produzierte US-amerikanische Sitcom, die in den Vereinigten Staaten vom 30. September 2002 bis zum 8. März 2006 ausgestrahlt wurde. Im deutschen Fernsehen war die Serie erstmals vom 28. August 2006 bis 31. Januar 2007 bei RTL II zu sehen. Die Titel der einzelnen Folgen beginnen im englischen Original immer mit dem Wort „Still“.

## Handlung
Der Verkäufer Bill Miller lebt mit seiner Frau, der Zahnarzthelferin Judy, und den drei gemeinsamen Kindern Brian, Lauren und Tina in einem Vorort von Chicago. Die unterschiedlichen Erziehungsstile der Eltern führen immer wieder zu Reibereien. Während Tochter Lauren meist sehr eigensinnig und stur auf ihren Plänen beharrt, ist ihr älterer Bruder Brian eher schüchtern und zurückgezogen. Häufig wird der Eindruck vermittelt, dass er eher weibliche Neigungen hat oder gar homosexuell ist. Entgegen dem Wunsch seines Vaters, Football zu spielen, entscheidet er sich zum Beispiel lieber für die Teilnahme am Cheerleading. Vater Bill reagiert häufig deprimiert auf diese Tatsachen und versucht immer wieder, mit seiner eigenen Art von Nachdruck, seinem Sohn dieses Verhalten auszutreiben. Letzten Endes steht er dennoch immer hinter den Wünschen seines Sohnes, den er trotz allem sehr liebt.
Regelmäßiger Gast in der Familie ist Judys jüngere Schwester Linda, die immer noch nach dem Mann ihrer Träume sucht.

## Auszeichnungen
Renee Olstead wurde 2006 mit dem Young Artist Award ausgezeichnet.

## Besetzung

### Hauptdarsteller
| Rolle                 | Schauspieler   | Synchronsprecher   |
| --------------------- | -------------- | ------------------ |
| William „Bill“ Miller | Mark Addy      | Detlef Bierstedt   |
| Judy Miller           | Jami Gertz     | Andrea Aust        |
| Brian Miller          | Taylor Ball    | Ricardo Richter    |
| Lauren Miller         | Renee Olstead  | Lea Raschewski     |
| Tina Miller           | Soleil Borda   | Mathilda von Benda |
| Linda Michaels        | Jennifer Irwin | Cathlen Gawlich    |

### Nebendarsteller
| Rolle                     | Schauspieler         | Synchronsprecher                         |
| ------------------------- | -------------------- | ---------------------------------------- |
| Daniel „Fitz“ Fitzsimmons | Joel Murray          | Stefan Fredrich                          |
| Carl                      | David Koechner       | Gerald Schaale                           |
| Trevor                    | Greg Vaughan         | David Nathan                             |
| Bonnie                    | Ashley Tisdale       | Victoria Frenz                           |
| Jerry Bergner             | Lex Medlin           | Stefan Gossler                           |
| Louise Miller             | Sally Struthers      | Regina Lemnitz                           |
| Dr. Nathan Gerber         | Richard Kind         | Michael Pan                              |
| Ted Halverson             | Kevin Nealon         | Thomas Petruo                            |
| Kathy Halverson           | Marin Mazzie         | Arianne Borbach                          |
| Al Miller                 | Paul Sorvino         | Klaus Sonnenschein Hans-Werner Bussinger |
| Johnny                    | Clyde Kusatsu        | Stefan Staudinger                        |
| Helen Michaels #1         | Janet Carroll        | Marianne Lutz                            |
| Helen Michaels #2         | Swoosie Kurtz        | Marianne Lutz                            |
| Gene Michaels             | Steven Gilborn       | Hans Teuscher                            |
| Kyle Polsky               | Todd Stashwick       | Olaf Reichmann                           |
| Perry                     | James Patrick Stuart | Tommy Morgenstern                        |
| Maxwell „Mack“ McDaniel   | John Marshall Jones  | Helmut Gauß                              |
| Coach Kirk Stone          | Thomas F. Wilson     | Gerald Paradies                          |
| Gary                      | David Hasselhoff     | Peter Reinhardt                          |
| Eric                      | Mitch Rouse          | Johannes Berenz                          |
| Jeff Hackman              | Chris Elliott        | Dennis Schmidt-Foß                       |